# Troels Rasmussen
Troels Rasmussen (* 7. April 1961 in Ebeltoft) ist ein ehemaliger dänischer Fußballtorwart.

## Karriere

### Verein
Rasmussen begann seine Profikarriere 1980 bei Vejle BK. In seinem ersten Jahr in der dänischen 1. Division kam er bereits zu seinen ersten Einsätzen in der höchsten Fußballliga Dänemarks. Nach zwei Jahren wechselte er zum Ligakonkurrenten Aarhus GF. Dort entwickelte er sich zum Stammtorhüter und einem der besten Spieler auf dieser Position in Dänemark. 1986 gewann Rasmussen mit AGF zum ersten Mal seit 26 Jahren die dänische Meisterschaft. Mit nur 22 Gegentreffern war Rasmussen ein Garant dafür, dass Aarhus vor Brøndby IF landete. Kein Keeper musste in dieser Spielzeit weniger hinter sich greifen als Rasmussen. Bereits 1984 wurde der Torhüter mit seinem Team Vize-Meister. Damals lag man nur einen Punkt hinter Meister Vejle BK. Mit 30 Gegentreffern war Rasmussen aber schon damals sicherste Nummer 1 der Liga. 1987 und 1988 konnte Rasmussen mit seiner Mannschaft die Landspokalturneringen, den nationalen Pokalwettbewerb, gewinnen. 1992 wiederholte der Klub diesen Erfolg. 1994 beendete Rasmussen seine aktive Karriere. Mit insgesamt 20 internationalen Einsätzen für Aarhus GF ist er zusammen mit John Stampe-Møller Rekordhalter des Klubs. Zudem erzielte er fünf Treffer vom Elfmeterpunkt in insgesamt 391 Pflichtpartien für seinen Klub.

### Nationalmannschaft
International absolvierte Rasmussen 35 Partien für Dänemark. Er nahm an der Europameisterschaft 1984 in Frankreich (aus im Halbfinale), der Weltmeisterschaft 1986 in Mexiko (Aus im Achtelfinale) und der Europameisterschaft 1988 in Deutschland (aus in der Gruppenphase) teil. Sein Debüt für die Landesauswahl gab Rasmussen am 22. September 1982 im EM-Qualifikationsspiel gegen England. Das Spiel endete 1:1. Während er 1984 hinter Ole Kjær nur die Nummer 2 der Dänen war, schenkte ihm Nationaltrainer Sepp Piontek vor der WM 1986 das Vertrauen und ließ ihn als Nummer eins ins Turnier gehen. Dabei gab er am 4. Juni 1986 beim 1:0-Sieg gegen Schottland sein WM-Debüt.
Im letzten Vorrundenspiel der Gruppe, nachdem das Weiterkommen der Dänen feststand, lief Lars Høgh für Rasmussen auf. Høgh überzeugte beim 2:0-Sieg gegen Deutschland, so dass Piontek auch im Achtelfinalspiel gegen Spanien auf diesen setzte und Rasmussen nur Zuschauer war. Nach der Partie gegen die spanische Auswahl schieden die Dänen mit einer 1:5-Niederlage aus. Bei der EM 1988 ging Rasmussen erneut als Nr. 1 in das Turnier. Doch nach der 2:3-Auftaktniederlage gegen Spanien wurde der Torhüter durch den jungen Peter Schmeichel ersetzt, der auch das letzte Vorrundenspiel absolvierte.
Letztmals das Trikot der Dänen trug Rasmussen am 4. September 1991 gegen Island.

## Erfolge
- 1× dänischer Meister (1986)
- 3× dänischer Pokalsieger (1987, 1988, 1992)